# Бережна Аліна В'ячеславівна
Аліна В'ячеславівна Бережна, раніше Стадник, до шлюбу Махиня (3 січня 1991, Чита, РРФСР) — українська борчиня вільного стилю, чемпіонка чемпіонатів світу, Європи та Європейських ігор.

## Біографія
Аліна Стадник-Махиня народилася 3 січня 1991 року в Читі, згодом переїхала в Україну в місто Торецьк. Була одружена з братом Андрія Стадніка Романом, народила дитину, розлучилася.
Весною 2016 року приєдналася до патріотичного флешмобу #яЛюблюСвоюКраїну, опублікувавши відеозвернення, в якому вона розповідає, за що любить Україну.

## Спортивні результати на міжнародних змаганнях

### Виступи на Олімпіадах
| Змагання                    | Збірна  | Вагова категорія | Місце |
| --------------------------- | ------- | ---------------- | ----- |
| Літні Олімпійські ігри 2016 | Україна | 69 кг            | 11    |

### Виступи на Чемпіонатах світу
| Змагання                        | Збірна  | Вагова категорія | Місце  |
| ------------------------------- | ------- | ---------------- | ------ |
| Чемпіонат світу з боротьби 2011 | Україна | 67 кг            | 5      |
| Чемпіонат світу з боротьби 2012 | Україна | 67 кг            | 5      |
| Чемпіонат світу з боротьби 2013 | Україна | 67 кг            | Золото |
| Чемпіонат світу з боротьби 2014 | Україна | 69 кг            | 7      |
| Чемпіонат світу з боротьби 2015 | Україна | 69 кг            | 14     |
| Чемпіонат світу з боротьби 2019 | Україна | 72 кг            | Срібло |

### Виступи на Чемпіонатах Європи
| Змагання                         | Збірна  | Вагова категорія | Місце  |
| -------------------------------- | ------- | ---------------- | ------ |
| Чемпіонат Європи з боротьби 2011 | Україна | 67 кг            | Срібло |
| Чемпіонат Європи з боротьби 2013 | Україна | 67 кг            | Золото |
| Чемпіонат Європи з боротьби 2014 | Україна | 69 кг            | Бронза |
| Чемпіонат Європи з боротьби 2016 | Україна | 69 кг            | Бронза |
| Чемпіонат Європи з боротьби 2019 | Україна | 72 кг            | Золото |
| Чемпіонат Європи з боротьби 2020 | Україна | 72 кг            | Бронза |
| Чемпіонат Європи з боротьби 2021 | Україна | 69 кг            | Бронза |

### Виступи на Європейських іграх
| Змагання              | Збірна  | Вагова категорія | Місце  |
| --------------------- | ------- | ---------------- | ------ |
| Європейські ігри 2015 | Україна | 69 кг            | Золото |

### Виступи на Кубках світу
| Змагання                    | Збірна  | Вагова категорія | Місце  |
| --------------------------- | ------- | ---------------- | ------ |
| Кубок світу з боротьби 2012 | Україна | 67 кг            | Бронза |

### Виступи на інших змаганнях
| Змагання                                                    | Збірна  | Вагова категорія | Місце  |
| ----------------------------------------------------------- | ------- | ---------------- | ------ |
| Турнір Олександра Медведя 2011                              | Україна | 67 кг            | Золото |
| Золотий Гран-прі з боротьби 2011                            | Україна | 63 кг            | 10     |
| Київський Міжнародний турнір з вільної боротьби 2011        | Україна | 63 кг            | Срібло |
| Київський Міжнародний турнір з вільної боротьби 2012        | Україна | 63 кг            | 17     |
| Вогні Москви 2012                                           | Україна | 67 кг            | Золото |
| Гран-прі «Іван Яригін» 2013                                 | Україна | 67 кг            | 5      |
| Київський Міжнародний турнір з вільної боротьби 2013        | Україна | 67 кг            | Золото |
| Битва на водоспаді 2013                                     | Україна | 67 кг            | Золото |
| Літня Універсіада 2013                                      | Україна | 67 кг            | Бронза |
| Золотий Гран-прі з боротьби 2013                            | Україна | 67 кг            | Срібло |
| Гран-прі «Іван Яригін» 2014                                 | Україна | 69 кг            | Бронза |
| Турнір Олександра Медведя 2014                              | Україна | 69 кг            | Золото |
| Золотий Гран-прі з боротьби 2014                            | Україна | 69 кг            | Бронза |
| Вогні Москви 2014                                           | Україна | 69 кг            | Бронза |
| Турнір Олександра Медведя 2015                              | Україна | 69 кг            | Срібло |
| Турнір Дана Колова — Николи Петрова 2015                    | Україна | 69 кг            | Бронза |
| Відкритий чемпіонат Польщі з боротьби 2015                  | Україна | 69 кг            | Бронза |
| Pro Wrestling League 2015                                   | Україна | команда          | 6      |
| Турнір Дана Колова — Николи Петрова 2016                    | Україна | 69 кг            | Золото |
| Олімпійський кваліфікаційний турнір з жіночої боротьби 2016 | Україна | 69 кг            | Золото |
| Pro Wrestling League 2018                                   | Україна | команда          | 5      |
| Pro Wrestling League 2019                                   | Україна | команда          | 6      |
| Турнір Дана Колова — Николи Петрова 2019                    | Україна | 72 кг            | Срібло |